# Jackson White
Jackson James White (1º marzo 1996) è un attore statunitense.
Figlio dell'attrice Katey Sagal, ha recitato da protagonista nel film Cimitero vivente: le origini e da co-protagonista nella serie televisiva Tell Me Lies.

## Biografia
Figlio dell'attrice Katey Sagal e di Jack White, inizia a recitare all'età di 20 anni dopo aver precedentemente valutato la carriera come musicista. Nel 2017 ottiene il suo primo ruolo rilevante nel film SPF-18. Nel 2019 interpreta uno dei personaggi principali nella miniserie televisiva Mrs. Fletcher. Nel 2021 recita nel film The Space Between, mentre nel 2022 ottiene un ruolo da co-protagonista nella serie televisiva di Hulu Tell Me Lies e recita nel film Ambulance. Nel 2023 ottiene un ruolo da protagonista nel film Cimitero vivente: le origini, prequel di Pet Sematary.

## Vita privata
Cresciuto fra Los Angeles e Nashville, l'attore ha una sorella maggiore di nome Sarah e una sorellastra minore di nome Esme.
Dal 2022, ha una relazione con l'attrice e co-star di Tell Me Lies, Grace Van Patten.

## Filmografia

### Cinema
- SPF-18, regia di Alex Israel (2017)
- The Space Between, regia di Rachel Winter (2021)
- Ambulance, regia di Michael Bay (2022)
- Cimitero vivente: le origini, regia di Lindsey Anderson Beer (2023)

### Televisione
- The Middle – Serie TV, 4 episodi (2017-2018)
- Seal Team – Serie TV, 3 episodi (2018)
- Mrs Fletcher – Serie TV, 7 episodi (2019)
- Tell Me Lies – Miniserie TV, 10 episodi (2022)